# Cambridge
Cambridge (aportuguesado para Cantabrígia ou Cambrígia) é uma antiga cidade universitária no Reino Unido, sede do condado de Cambridgeshire, na região leste do país. Situa-se a aproximadamente 80 quilômetros de Londres.
Dentro de uma região pantanosa e de depressão, de difícil circulação, e às margens do Rio Cam, afluente do Ouse (tributário do mar do Norte), Cambridge domina uma das saídas naturais da área. Daí resultou sua primeira função, a de porto fluvial, bastante importante para receber, na Idade Média, barcos marítimos de pequeno porte. Sua situação geográfica tornou-a, no século XIII, sede da mais importante feira do país.
Graças ao intenso comércio, representado pela exportação de lãs, tecidos e produtos agrícolas, Cambridge enriqueceu, e, ainda no séc. XIII, assumiu novo papel: o de cidade sede da Universidade de Cambridge. Ao primeiro college (acomodação), o de Peterhouse, fundado em 1284, foram-se seguindo outros, chegando ao total de 31 colleges para homens e dois para mulheres. Alguns deles são especialmente afamados, como o Christ’s College, onde Erasmo ensinou teologia, o King's College, de belíssima arquitetura, salientando-se sua capela orgival, do séc. XV, o Queen's College, o Trinity College, a que pertenceram Francis Bacon, Lord Byron e Sir Isaac Newton, Corpus Christi College, Downing College, Stephen Hawking e o Jesus College.

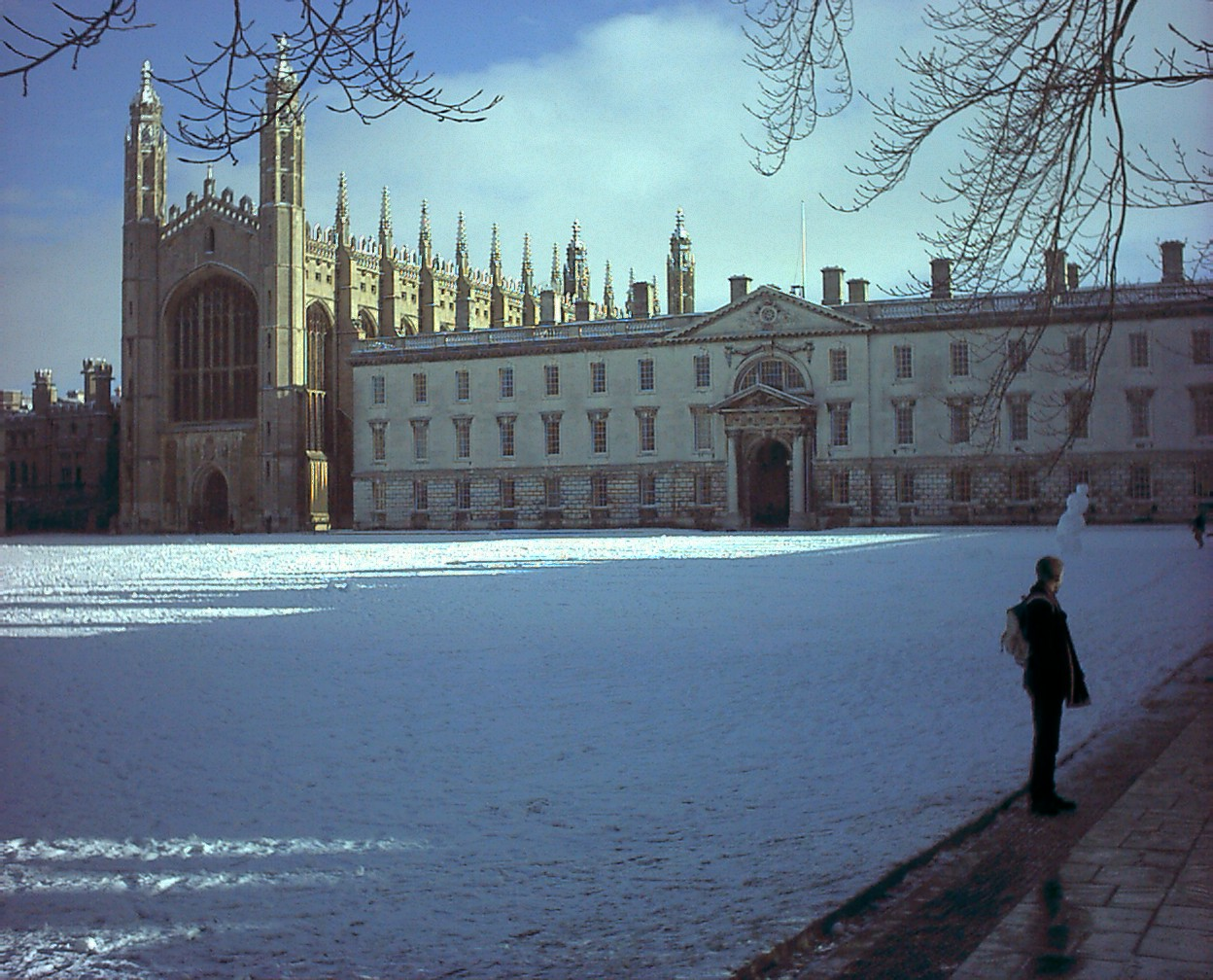
King's College em Cambridge

Ao contrário de Oxford, sua tradicional rival, Cambridge foi muito pouco atingida pela industrialização, mantendo a atmosfera de cidade universitária. A vida da cidade praticamente limita-se às atividades direta ou indiretamente ligadas à população estudantil, quase se despovoando nos períodos de férias escolares.
Com os colégios recobertos de vegetação alinhados ao longo do rio, os verdes gramados e campos de esporte, a par da riqueza de sua arquitetura, Cambridge é uma cidade bela, que o turismo tem aproveitado de várias maneiras.
O censo de 2001 contou 108 863 habitantes em Cambridge, dos quais 22 153 eram estudantes.
Em 29 de abril de 2011, o príncipe William recebeu de sua avó, a rainha Elizabeth II, o título de duque de Cambridge, a poucas horas antes do seu casamento com Kate Middleton. Com isso, após o casamento William e Kate foram reconhecidos como duque e duquesa de Cambridge.  O título de duque é o mais alto da hierarquia da nobreza britânica, somente abaixo de reis e príncipes.

## Personalidades
- Bertrand Russell (1872-1970), filósofo. Ganhou o Nobel de Literatura de 1950.
- Charles Darwin (1809-1882), cientista conhecido pela teoria da evolução, seleção natural e seleção sexual.
- George Paget Thomson (1892-1975), Prémio Nobel de Física de 1937.
- Isaac Newton (1643-1727), físico e matemático. Graduou-se pela Trinity College em 1665.
- John Milton (1608-1674), poeta famoso por Paraíso Perdido. Frequentou a Christ’s College até 1629.
- Stephen Hawking (1942-2018), físico e cosmólogo. Obteve o doutorado na Trinity Hall em 1966.